# Арда (Лимерик)
Арда (англ. Ardagh; ирл. Árdach / Ardachadh, Ардах) — деревня в Ирландии, находится в графстве Лимерик (провинция Манстер).

## Демография
Население — 271 человек (по переписи 2006 года). В 2002 году население составляло 270 человек.
Данные переписи 2006 года:
| Общие демографические показатели |               |                               |                               |      |      |
| Всё население                    | Всё население | Изменения населения 2002—2006 | Изменения населения 2002—2006 | 2006 | 2006 |
| 2002                             | 2006          | чел.                          | %                             | муж. | жен. |
| 270                              | 271           | 1                             | 0,4                           | 126  | 145  |